# Royaux de Montréal (baseball)
Pour d'autres équipes appelées Royaux, Royal ou Royals de Montréal, voir Royaux de Montréal.

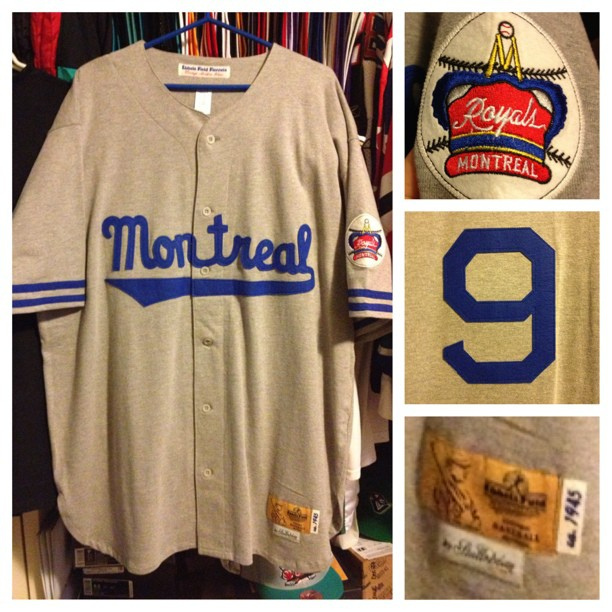
Uniforme des Royaux de Montréal porté en 1946 par Jackie Robinson.

Les Royaux de Montréal étaient une équipe professionnelle de baseball qui a joué à Montréal au Québec (Canada) de 1897 à 1917 et de 1928 à 1960. Les Royaux ont évolué dans la Ligue internationale (une ligue mineure de baseball) et dans celle qui l’a précédée, la Ligue de l’est.
Les Royaux étaient le principal club-école des Dodgers de Brooklyn de 1939 à 1960. D'abord club-école de Double-A des Dodgers, les Royaux sont leur club-école Triple-A à partir de 1946. C'est avec les Royaux que Jackie Robinson évolua en 1946 avant de briser la barrière de la ségrégation raciale dans les Ligues majeures de baseball l'année suivante.

## Histoire

### 1928 à 1960

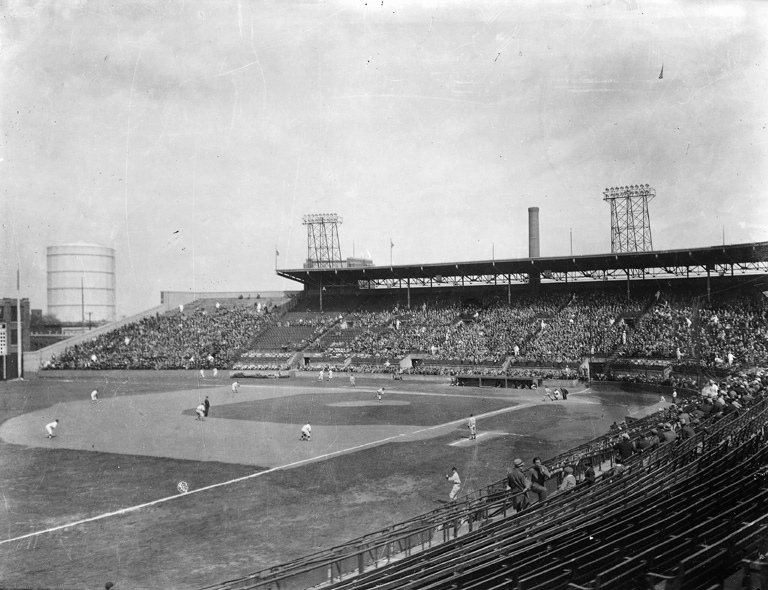
Un match des Royaux au Stade Delorimier de Montréal dans les années 1930.

En 1928, un groupe d'hommes d'affaires composé d'Athanase David, Ernest Savard et George Stallings entreprend de ramener les Royaux à Montréal. Avec plusieurs investisseurs, ils financent la construction du Stade Delorimier au coin de la rue Ontario et l'avenue De Lorimier dans le quartier Centre-Sud de Montréal. C'est là que l'équipe joue ses matchs locaux jusqu'à sa disparition après la saison 1960.
De 1928 à 1945, les Royaux sont un club de baseball mineur de niveau Double-A. Puis de 1946 à 1960, ils sont une équipe de niveau AAA, soit le dernier niveau avant la Ligue majeure de baseball. Pendant des années, les Montréalais ont donc la chance de voir jouer au Stade Delorimier des joueurs qui comptent déjà de l'expérience au niveau majeur ou sont sur le point de graduer au plus haut niveau.
Les Royaux sont surtout célèbres pour leur association avec les Dodgers de Brooklyn de la Ligue nationale de baseball, l'une des deux ligues composant la MLB. Cette association débute en 1939 et, après sept saisons comme club-école de niveau AA des Dodgers, les Royaux deviennent en 1946 leur club-école AAA.

#### 1946: L'année de Jackie Robinson

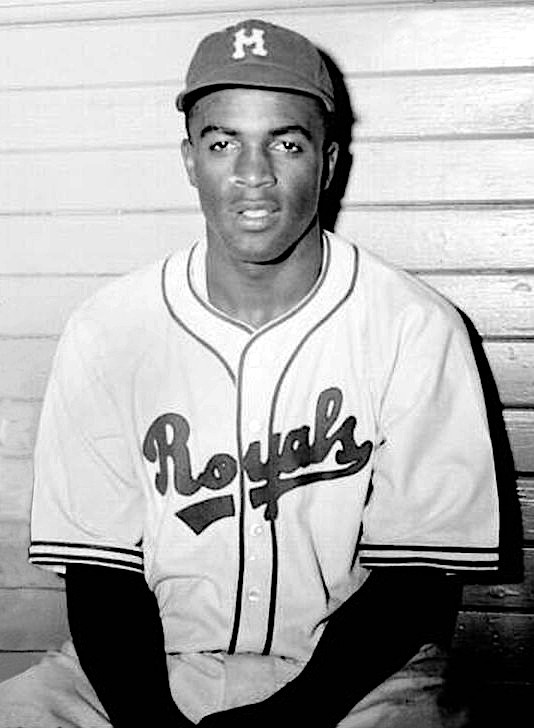
Jackie Robinson en 1946 avec les Royaux

La ségrégation raciale est toujours en effet dans les Ligues majeures de baseball à la fin des années 1940. Branch Rickey, dirigeant des Dodgers de Brooklyn, en a assez d'être privé des meilleurs joueurs de baseball de la Ligue des Noirs à cause de cette politique. Il met donc sous contrat Jackie Robinson, l'un des meilleurs jeunes athlètes de cette époque. Pour espérer le faire graduer en ligues majeures, où il sera sans doute confronté au racisme, faire jouer le jeune Robinson au Canada, où les tensions raciales sont moindres à cette époque, semble une belle occasion. Robinson n'évolue qu'une seule saison avec les Royaux, l'année 1946.
Cette année-là, l'équipe remporte aisément le championnat de la Ligue internationale avec une fiche de 100 victoires et seulement 54 défaites en saison régulière, terminant 18 parties et demi devant leurs plus proches poursuivants, Syracuse, club-école des Reds de Cincinnati. Jackie Robinson est le meilleur joueur de l'équipe, avec la moyenne au bâton (,349) la plus élevée de l'équipe et des sommets chez les Royaux de 155 coups sûrs et 113 points marqués en 124 parties jouées. Il totalise 66 points produits, 25 doubles, 8 triples, trois coups de circuit et 40 buts volés. Il est nommé joueur par excellence de l'année 1946 dans la Ligue internationale.
Les Royaux remportent les Junior World Series (en) quatre parties à deux sur les Colonels de Louisville, le club-école Triple-A des Red Sox de Boston dans l'Association américaine. Une foule record de 19 171 spectateurs est au Stade Delorimier pour le sixième match de la série finale, que les Royaux remportent 2 à 0. Lorsque la partie se termine, la foule envahit le terrain et fête avec les joueurs. Mais Robinson a déjà disparu. Malgré les menaces des policiers, la foule refuse de quitter le terrain avant que Robinson revienne. Les agents demandent donc à Jackie d'apparaître devant la foule pour qu'elle accepte enfin de quitter et que le stade soit fermé pour l'hiver. Robinson s'exécute et, lorsqu'il part du stade pour se rendre à l'aéroport, la foule suit Robinson pour continuer à le fêter. Ce dernier doit donc courir pour lui échapper. Dans le documentaire Baseball de Ken Burns, le narrateur cite un journaliste de Pittsburgh et ami de Jackie Robinson, Sam Maltin, qui raconte qu'il voyait pour la première fois un Noir tenter d'échapper à une foule blanche qui voulait tout sauf le lyncher.

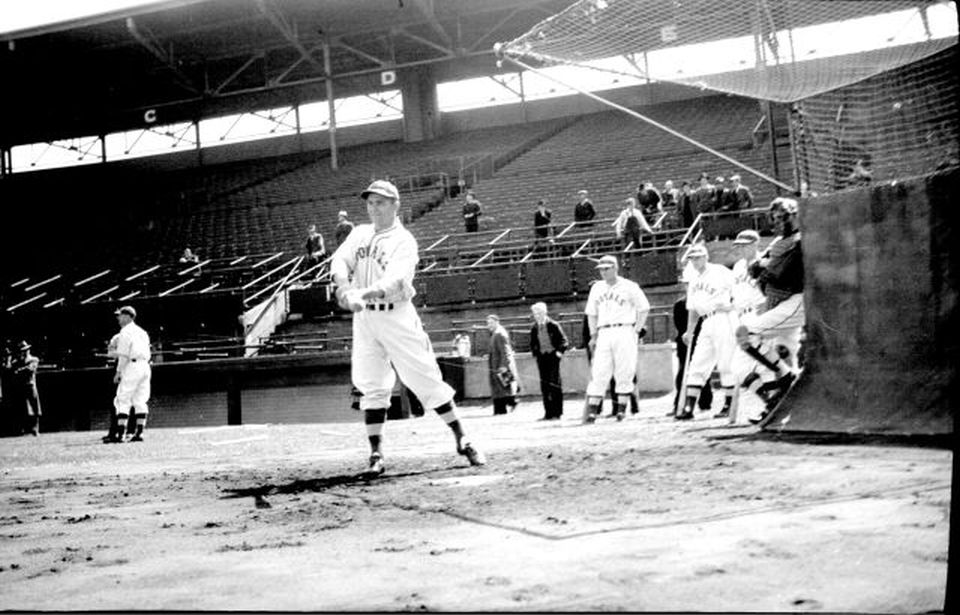
Joueurs des Royaux de Montréal au Stade Delorimier le 4 mai 1938.

L'expérience tentée par Branch Rickey ne se fait pas sans heurts. Le gérant des Royaux Clay Hopper, un natif du Mississippi, est réticent à côtoyer Robinson et n'échange pas sans effort une poignée de main avec son nouveau joueur. Cependant, les aptitudes athlétiques de Robinson lui valent l'appréciation de Hopper au bout de quelques semaines. Mais Robinson est immédiatement adopté par le public montréalais. Il habite un appartement au 8232, avenue de Gaspé, dans Villeray, un quartier surtout Blanc et peu multi-ethnique de Montréal. Deux autres Afro-Américains, aux performances plus modestes, évoluent avec les Royaux en 1946 : Roy Partlow et John Wright, deux athlètes qui n'atteignent pas les ligues majeures.
L'année suivante, Robinson gradue chez les Dodgers et devient le premier Afro-Américain à jouer dans les Ligues majeures de baseball, ouvrant la voie aux athlètes de toute origine ou nationalité.

#### Départ des Royaux
Les Dodgers de Brooklyn sont transférés en Californie après la saison 1957 et deviennent en 1958 les actuels Dodgers de Los Angeles. Avoir un club-école sur la côte Est de l'Amérique n'étant pas l'idéal pour une équipe majeure évoluant à présent sur la côte Ouest, les Dodgers annoncent en septembre 1960 qu'ils mettent fin à leur affiliation avec le club de Montréal. En 1961, les Royaux déménagent dans l'État de New York et deviennent les Chiefs de Syracuse, ce qui ramène dans la ville de Syracuse une équipe de baseball mineur dont elle avait été privée quelques années.

### Après les Royaux

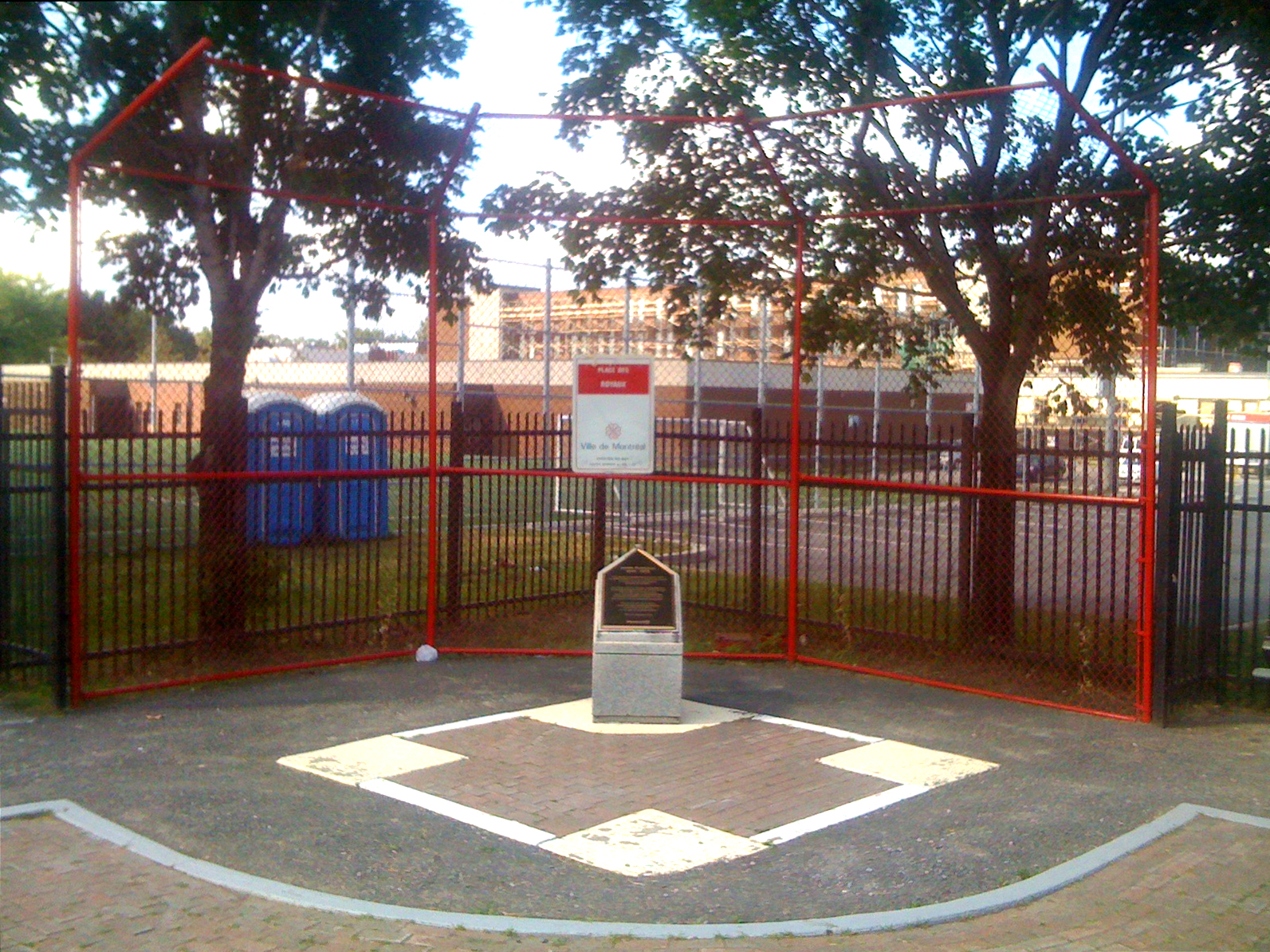
Place des Royaux, à Montréal, en 2011.

Tombé en désuétude après le départ des Royaux, le Stade Delorimier est démoli au milieu des années 1960. On y retrouve aujourd'hui un terrain de soccer affilié à l'école secondaire Pierre-Dupuy ainsi qu'un grand parc, nommé Parc des Royaux. À l'angle de l'avenue De Lorimier et de la rue Ontario se trouve la Place des Royaux, un quadrilatère aménagé comme un petit terrain de baseball, avec son losange caractéristique. Une plaque y est apposée en mémoire de Jackie Robinson, commémorant son passage chez les Royaux. Le tout est séparé des installations sportives adjacentes par un grillage arrière comme celui que l'on retrouve derrière le marbre dans les terrains de baseball de quartier.

## Palmarès

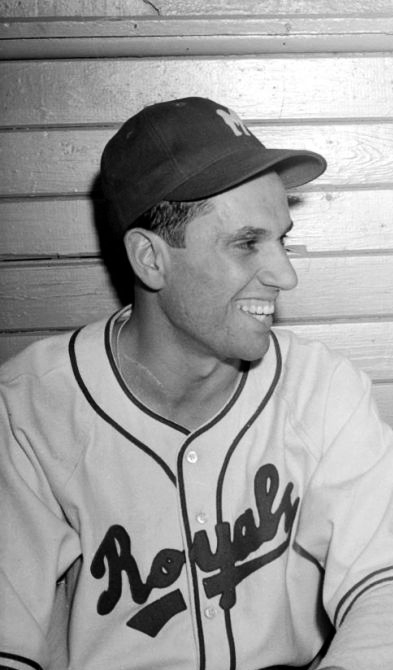
Jean-Pierre Roy avec les Royaux en 1946.

### Championnat de la ligue
Les Royaux de Montréal ont remporté neuf fois le titre de leur ligue.
- Dans la Eastern League en 1898.
- Dans la Ligue internationale comme club AA en 1935 et 1945.
- Dans la Ligue internationale comme club AAA en 1946, 1948, 1951, 1952, 1955 et 1958.

### Coupe des Gouverneurs
La Coupe des Gouverneurs (Governors' Cup) est remise à l'issue d'une compétition entre les quatre meilleurs clubs de la Ligue internationale de baseball. Les Royaux prennent part à ses séries éliminatoires en 18 occasions de 1935 à 1958 : ils atteignent la série finale 11 fois. Celle-ci se solde part sept triomphes et quatre échecs.
Les Royaux remportent sept fois la Coupe des Gouverneurs, remise à la fin des éliminatoires : en 1941, 1946, 1948, 1949, 1951, 1953 et 1958.
Ils s'inclinent en grande finale en 1935 devant Syracuse, en 1945 devant Newark, en 1952 devant Rochester et en 1954 devant Syracuse.
Lorsque le club disparaît, Montréal est de loin l'équipe la plus titrée de l'histoire de la Ligue internationale, puisque aucun autre club à ce moment n'a gagné la Coupe plus de quatre fois. Un demi-siècle plus tard, en date de 2010, seuls Rochester (10), Syracuse (8) et Columbus (8) comptent plus de conquêtes de la Coupe des Gouverneurs que les Royaux de Montréal.

### Junior World Series
Les Royaux de Montréal ont participé huit fois aux Junior World Series, une compétition qui met aux prises les champions des différentes ligues mineures. Chaque fois ils affrontaient en finale un champion de l'Association américaine.
Les Royaux l'ont emporté à trois reprises :
- En 1946, quatre parties à deux sur les Colonels de Louisville.
- En 1948, quatre parties à une sur les Saints de Saint Paul.
- En 1953, quatre parties à une sur les Blues de Kansas City.

Les quatre autres présences en Junior World Series se soldèrent par une défaite :
- En 1941, deux victoires contre quatre face aux Red Birds de Columbus.
- En 1949, deux victoires contre quatre face aux Indians d'Indianapolis
- En 1950, deux victoires contre quatre face aux Red Birds de Columbus.
- En 1951, deux victoires contre quatre face aux Brewers de Milwaukee.
- En 1958, aucune victoire contre quatre défaites aux mains des Millers de Minneapolis.

## Joueurs notables des Royaux

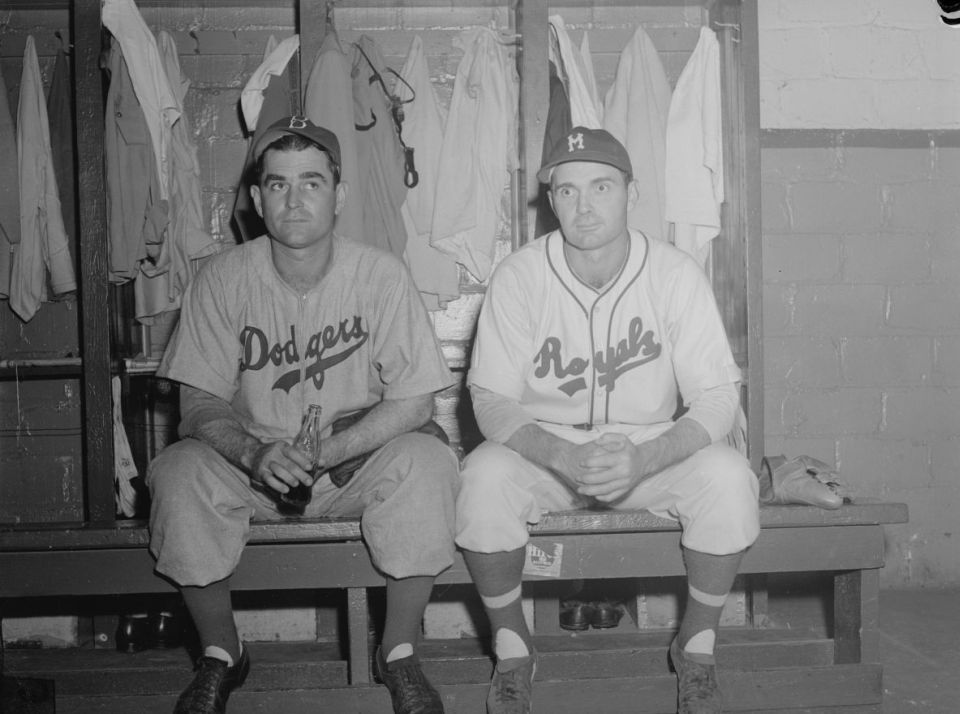
Ed Head pour les Dodgers et Lou Riggs pour les Royaux

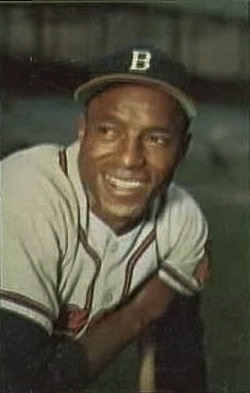
Sam Jethroe, joueur des Royaux pour deux saisons.

- Jackie Robinson, joueur des Royaux en 1946 et membre du Temple de la renommée du baseball.
- Roberto Clemente, joueur portoricain des Royaux en 1954[9] et membre du Temple de la renommée du baseball.
- Roy Campanella, joueur des Royaux en 1947[10], trois fois joueur par excellence de la Ligue nationale[11], et joueur élu au Temple de la renommée.
- Don Drysdale, lanceur des Royaux en 1955[12], gagnant du Cy Young en 1962 avec les Dodgers de Los Angeles[13], élu au Temple de la renommée.
- Tommy Lasorda, lanceur des Royaux de 1950 à 1955 puis de 1958 à 1960[14].
- Don Newcombe, lanceur des Royaux en 1948-1949[15] et gagnant du trophée Cy Young en 1956 avec Brooklyn[16].
- Sparky Anderson, joueur des Royaux en 1956 et 1958[17] et membre du Temple de la renommée du baseball.
- Sam Jethroe, joueur des Royaux en 1948-1949[18] et recrue de l'année de la Ligue nationale en 1950 pour les Braves de Boston[19].
- Goody Rosen, joueur canadien des Royaux en 1939[20] et voltigeur étoile des Dodgers de Brooklyn[21].
- Jean-Pierre Roy, lanceur des Royaux de 1944 à 1946 et en 1949[22] ainsi que des Dodgers de Brooklyn[23].
- George Shuba, joueur des Royaux en 1946, 1950, 1951 et 1956[24] et vedette des Dodgers de Brooklyn.
- Dick Williams, joueur des Royaux en 1953 et 1956[25], gérant des Expos de Montréal et membre du Temple de la renommée.